# Giovanni Domenico Tiepolo

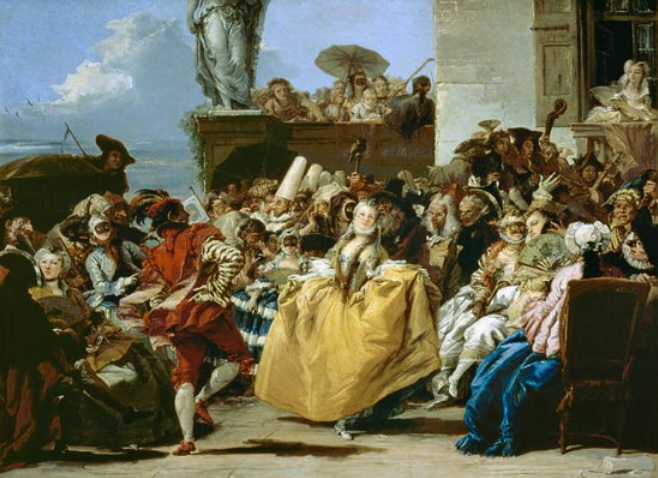
Escena de Carnaval, 1750. Óleo lienzo, 80,5 x 105 cm, París, musée du Louvre.

Giovanni Domenico (o Giandomenico) Tiepolo (Venecia, 30 de agosto de 1727-Venecia, 3 de marzo de 1804) fue un pintor y grabador italiano, hijo mayor de Giambattista Tiepolo y hermano del también pintor Lorenzo Tiepolo. Se le considera un maestro de transición entre el rococó y el siglo XIX, y ejerció influencia sobre el joven Goya.

## Carrera
Al igual que Lorenzo, se formó con su padre Giambattista y ambos hermanos colaboraron en el taller familiar, mayormente completando encargos del padre. Al tener que producir obras con una estética homogénea, apenas manifestaron un estilo propio hasta que Tiepolo padre falleció.
Giovanni Domenico fue un artista precoz y ya con 13 años era el principal ayudante del taller. Su tarea principal era repetir en gran formato los diseños que su padre esbozaba, aunque ya a los 20 años (1747-49) realizó por sí solo un importante ciclo del Via Crucis, catorce pinturas para la iglesia de San Polo de Venecia, donde aún se conservan. Estas imágenes las repitió en una serie de aguafuertes, que se publicaron en 1749 junto con una portada original y una dedicatoria (16 planchas en total). 
En 1751-53, Giandomenico acompañó a su padre Giambattista decorando la famosa bóveda de las escaleras de la Residencia de Wurzburgo (Alemania), y en 1757 colaboró en los trabajos en la Villa Valmarana de Vicenza. En 1762 acompañó a su padre, junto con Lorenzo, en su viaje a Madrid para trabajar al servicio de Carlos III de España. Los tres Tiepolo trabajaron en equipo decorando diversos salones del Palacio Real de Madrid, y de esa época apenas se conoce una pintura enteramente debida a Giovanni Domenico: La conquista del Vellocino de Oro (Palacio Real de Madrid).
La estancia de los Tiepolo en España no fue del todo exitosa, pues el nuevo estilo neoclásico ganaba terreno, liderado por Mengs, y personajes influyentes en la Corte (como Joaquín de Eleta, confesor de Carlos III) intervinieron para arrinconarles. Los lienzos de altar de Tiepolo para la iglesia del Convento de San Pascual (Aranjuez) fueron retirados. En el Museo del Prado se conservan algunos de ellos (Estigmatización de san Francisco, Inmaculada Concepción y San Antonio de Padua con el Niño Jesús) y fragmentos de otros: Ángel con corona de azucenas y dos unidos de la Visión de san Pascual Bailón, de la que se conoce la composición completa por un aguafuerte de Giovanni Domenico, invertido respecto del original.

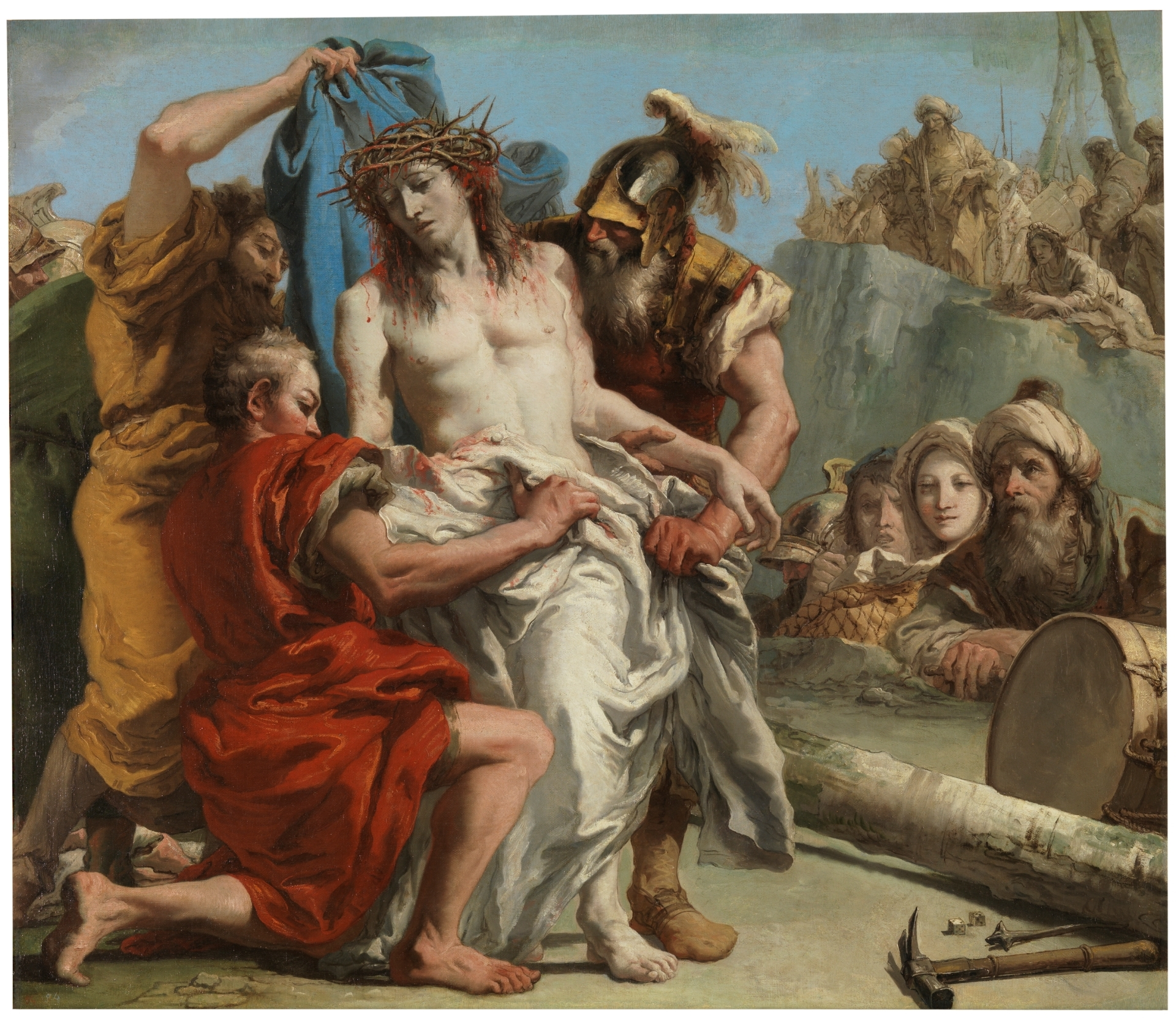
El expolio de Cristo, 1772. Óleo sobre lienzo, 124,5 x 144,5 cm, Madrid, Museo Nacional del Prado.

Tras la muerte del padre, Giandomenico regresó a Venecia en 1770, mientras que Lorenzo prefirió quedarse en Madrid, donde murió pocos años después. En Venecia pintó en 1772 una serie de ocho escenas de la Pasión de Cristo para la desaparecida iglesia de San Felipe Neri de Madrid, serie ahora conservada en el Museo del Prado, basadas algunas de sus escenas en el precedente Via Crucis de San Polo. y en el Museo Lázaro Galdiano el boceto de una de las escenas.

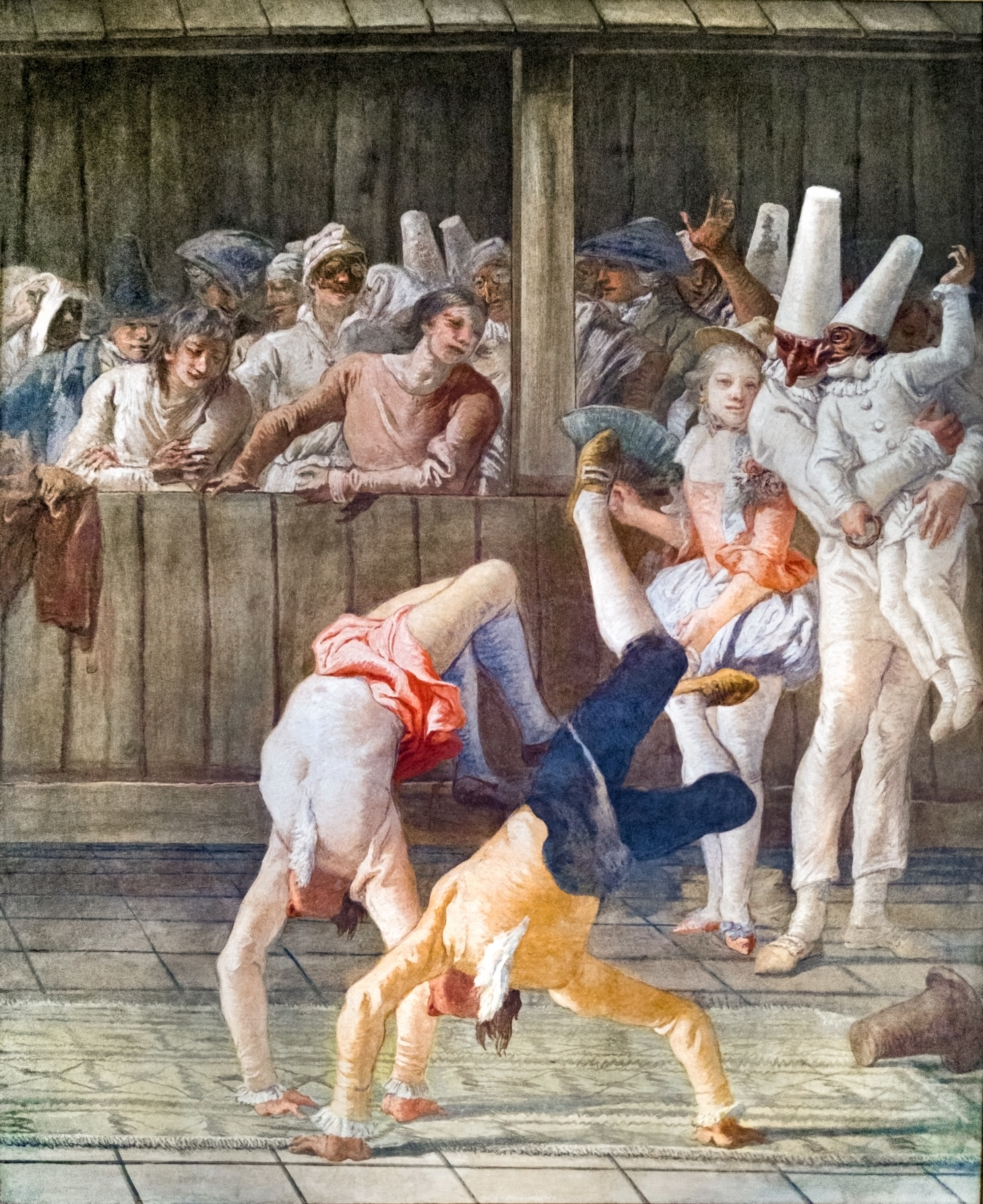
Los acróbatas, 1797, fresco. Venecia, Ca' Rezzonico.

El estilo de Giandomenico dio un vuelco hacia 1785. Dejó un tanto de lado los temas religiosos y mitológicos habituales en su padre, y se volcó en asuntos profanos, cotidianos. Produjo 104 bocetos sobre Polichinela (el payaso deforme de la Comedia del arte) pensados como Entretenimientos para los Niños, y el mismo personaje reaparece en los frescos que Giandomenico pintó en la casa familiar de los Tiepolo en Zianigo, cerca de Venecia. Tales murales fueron arrancados hacia 1906 y se conservan actualmente en el palacio de Ca' Rezzonico. El joven Goya hubo de conocer este tipo de obras, posiblemente durante su viaje juvenil a Italia.
En sus últimas obras, parece que Giandomenico refrenó su técnica rococó, colorista y de pincelada suelta, para delinear más las figuras. Su interés por los comediantes, charlatanes y demás personajes callejeros se mantuvo.
Aparte de su actividad pictórica, produjo bastantes grabados en aguafuerte. Además del citado Via Crucis, reprodujo varias pinturas de su padre y grabó una serie de veinte variantes sobre el tema de La huida a Egipto.

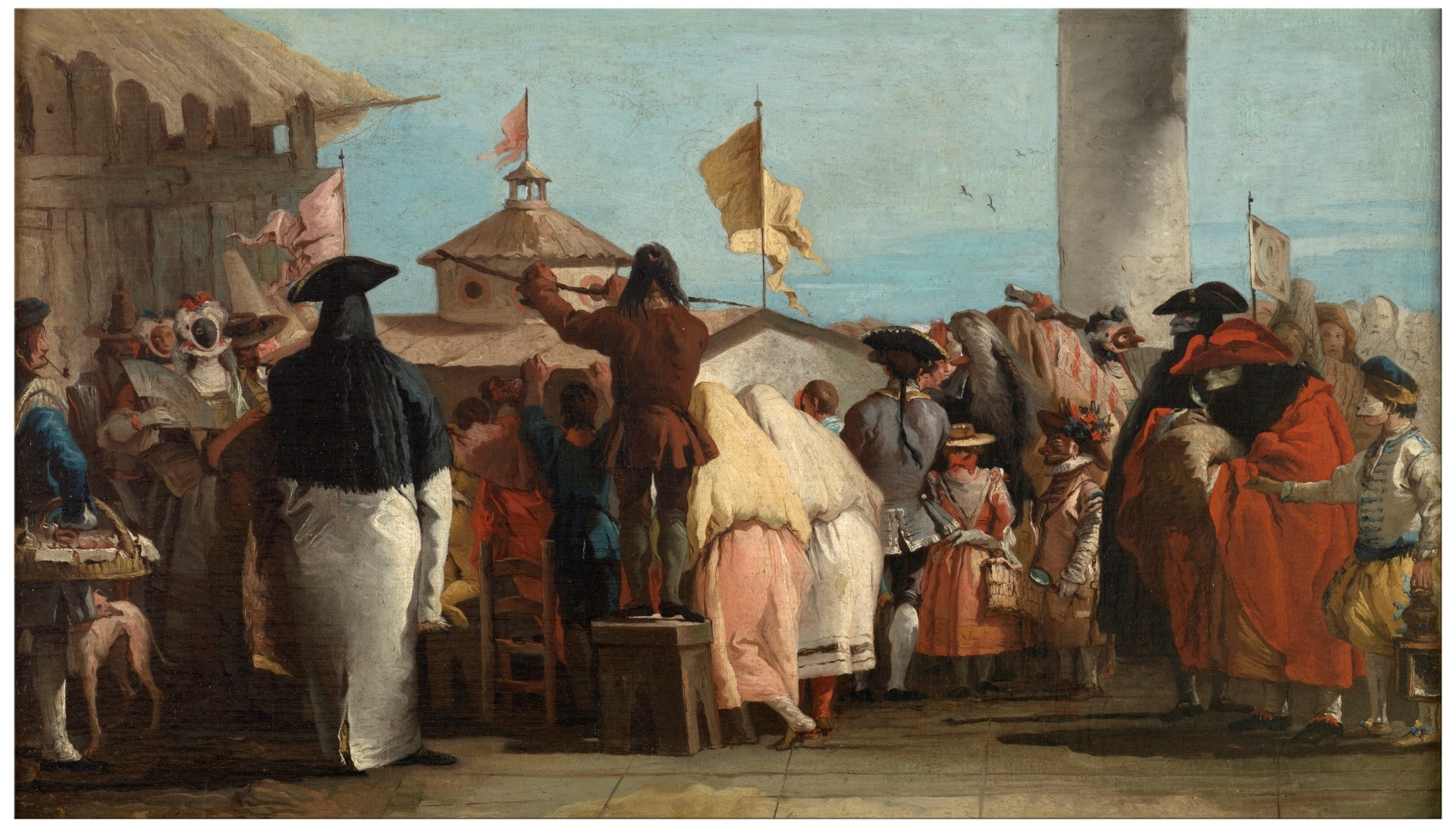
El mundo nuevo, h. 1765. Óleo sobre lienzo, 34 x 58,3 cm, Madrid, Museo Nacional del Prado. La composición —un grupo de personajes observando un espectáculo de linterna mágica vistos por la espalada— había sido pintada con anterioridad por Tiepolo en los frescos de la Sala del Carnaval de la Villa Valmanara de Vicenza, y la iba a repetir con escasas variaciones en 1791, en la serie de frescos de la Villa Tiepolo en Zianigo.

Giandomenico Tiepolo cuenta con una relevante presencia en museos españoles. Además de las obras citadas, el Museo del Prado posee varios dibujos y dos pequeñas escenas costumbristas venecianas pintadas hacia 1765: El charlatán veneciano y El mundo nuevo, donadas en 2002 por Isabel de Borbón y Esteban de León, marquesa de Balboa, que han figurado en diversas exposiciones, como La belleza encerrada y una muestra de arte italiano enviada a Australia en 2014. El MNAC cuenta con dos obras de características semejantes fechadas en 1756, procedentes del legado de Cambó: El charlatán y El minué, inspirado en el teatro de Carlo Goldoni. La Real Academia de Bellas Artes de San Fernando, presumiblemente procedente de la colección de Manuel Godoy, conserva una Cabeza de anciano oriental muy propia de su estilo más expresivo, cuya factura tiene semejanza con obras de Rembrandt. Otra cabeza oriental se le atribuye en el Museo Lázaro Galdiano, que también cuenta con un boceto de la Caída de Cristo camino del Calvario pintada para la iglesia de San Felipe Neri de Madrid y una serie de retratos de fantasía poco estudiados. El Museo Thyssen-Bornemisza guarda dos ejemplos de este artista: La expulsión de los mercaderes del templo (h. 1750-1753), en depósito en el MNAC, y La apoteosis de Hércules (h. 1765).
Otras instituciones que cuentan con obras suyas son el Museo de arte de Cleveland, el Instituto de Arte de Minneapolis, la National Gallery de Londres, la Pinacoteca de Brera de Milán y el Victoria and Albert Museum de Londres.
En 2012 la Fundación Juan March presentó una exposición sobre Giandomenico, Diez retratos de fantasía, que fue continuada en 2014 en el Museo de Bellas Artes de Bilbao, ambas comisariadas por Andrés Úbeda de los Cobos, director adjunto de conservación e investigación del Museo del Prado. 